# 신룡만
신룡만(미상 ~ )은 조선민주주의인민공화국의 정치인이다. 조선로동당 중앙위원회 위원 겸 중앙정무국 당 39호실 실장이다.

## 경력
2016년 5월, 조선로동당 제7차 대회에서 조선로동당 중앙위원회 후보위원 겸 중앙정무국 당 39호실 실장에 임명되었다. 2019년 4월 개최된 조선로동당 중앙위원회 제7기 제4차 전원회의에서 당중앙위 위원으로 선출되었다.